# 克里思·布朗
克里思·布朗（英語：Kerrith Brown，1962年7月11日—），英国男子柔道运动员。他曾代表英国参加1984年和1988年夏季奥林匹克运动会柔道比赛，其中1984年奥运会获得一枚铜牌。